# Мотовиловы
Мотови́ловы — дворянский род. Мотовилий — славянское имя.
По сказаниям древних родословцев, потомство Фёдора Ивановича Шевляги, родного брата Андрея Ивановича Кобылы, родоначальника царствующего рода Романовых, Шереметевых и других. Один из сыновей Фёдора Шевляги, Тимофей Мотовило, был родоначальником Мотовиловых и Грабежевых. Никита Мотовилов был дьяком (1566). В XVII веке многие Мотовиловы были стольниками и стряпчими.
Род Мотовиловых разделился на две ветви, внесённые в VI и II ч. родословных книг Ярославской, Саратовской и Симбирской губерний.

## Известные представители
- Мотовилов Василий Александрович — арзамасский городовой дворянин (1627—1629).
- Мотовилов Никита Смирново — московский дворянин (1627—1629).
- Мотовилов Данила Смирново — московский дворянин (1636—1658).
- Мотовиловы: Дмитрий Григорьевич и Дмитрий Осипович — московские дворяне (1640—1658).
- Мотовилов Феоктист Григорьевич — воевода в Зарайске (1647).
- Мотовилов Данила Харитонович — воевода в Красноярске (1656—1659).
- Мотовилов Василий Иванович — воевода в Пелыме (1674—1676), стольник (1682—1692).
- Мотовилов Пётр Дмитриевич — стряпчий (1676), московский дворянин (1692).
- Мотовиловы: Фёдор Абрамович и Владимир Павлович — московские дворяне (1676—1692).
- Мотовиловы: Сила Васильевич, Фёдор и Иван Родионовичи — стольники царицы Прасковьи Фёдоровны (1686—1692).
- Мотовиловы: Родион Дмитриевич, Иван и Григорий Матвеевичи — стряпчие (1678—1692).
- Мотовилов Иван Иванович — стряпчий (1672—1676), стольник (1686—1692)[1][2].